# Kolonia Ossa
Kolonia Ossa – wieś w Polsce położona w województwie mazowieckim, w powiecie przysuskim, w gminie Odrzywół. Miejscowość położona przy Kamiennej Woli i Brudzewicach. 
Wieś ma status sołectwa. 
| SIMC    | Nazwa     | Rodzaj    |
| ------- | --------- | --------- |
| 0630155 | Błońszcze | część wsi |

W latach 1975–1998 miejscowość administracyjnie należała do województwa radomskiego.